# 沙斯哈根
沙斯哈根是德国石勒苏益格－荷尔斯泰因州的一个市镇。总面积41.46平方公里，总人口2495人，其中男性1260人，女性1235人（2011年12月31日），人口密度60人/平方公里。